# 가와베촌 (오카야마현)
가와베촌(川辺村)은 오카야마현 기비군에 있던 촌이다. 현재의 구라시키시의 일부에 해당한다.

## 역사
- 1889년 6월 1일 - 정촌제 시행에 의해 가토군 가와베촌이 발족하였다.
- 1893년 10월 - 대홍수로 큰 피해를 입었다.
- 1900년 4월 1일 - 군의 통합에 의해 기비군에 소속되었다.
- 1951년 4월 1일 - 오카다촌과 합병해 오비촌이 신설하여 폐지되었다.

## 참고문헌
- 角川日本地名大辞典 33 岡山県
- 『市町村名変遷辞典』東京堂出版、1990年。